# Деррен Шахлаві
Деррен Шахлаві (англ. Darren Majian Shahlavi; нар. 5 серпня 1972, Стокпорт — 2015) — англійський актор і каскадер іранського походження. Найбільш відомий за ролями Тейлора «Твистера» Майлоса у фільмі «Іп Ман 2» і Кано у вебсеріалі «Смертельна битва: Спадщина».

## Біографія
З семи років Деррен займається дзюдо, карате та іншими бойовими мистецтвами. Народився 5 серпня 1972 в англійському місті Стокпорт графства Чешир. Середнє ім'я Маджалі перекладається з перської як «наш лев». Батьки назвали так сина через зодіакального знаку, під яким він народився. Після переїзду в Гонконг він цілеспрямовано переслідує кар'єру в кіно.
З дитячого віку Даррен вивчав бойові мистецтва, і через деякий час переїхав до Гонконгу, де почалася його кар'єра в кіно. Довгий час він грав вбивць, гангстерів, а також виконував каскадерські трюки. Крім того, він отримав певний досвід у продюсерській діяльності, виступивши асистентом продюсера у фільмі «Вогненний ангел» (1995). Не пройшов Даррен і повз роботи в рекламі, знявшись з самим Джекі Чан ом в тайванської рекламі пива. Він знімався по всьому світу. В 1995 у французькій комедії «Між ангелом і бісом» з Жераром Депардьє, в 1996 в бойовику «Тайський боксер», зйомки якого проходили в Китаї, в 1997 році в Нью-Йорку в картині «Кривава місяць», де зіграв роль вбивці. Він продовжував працювати каскадером, постановником сутичок, і якийсь час — охоронцем таких відомих людей як Патрік Стюарт і Брюс Вілліс. З часом ролі Даррена стали серйозніше. В 2004 у він з'явився в картині молодого режисера Омара Наїма «Остаточний монтаж», що зачіпає проблеми збереження таємниці особистого життя у світі майбутнього. Втім, роль Даррена в цьому фільмі була небагатослівною.
Шахлаві багато працював з режисером Уве Боллом. Серед їх спільних робіт — «Один у темряві», «Бладрейн» і «Темниця». У двох останніх Даррена зіграв священика і воротаря.
В 2010 у він зіграв в напівбіографічній фільмі про життя Іп Мана, Іп Ман 2, англійського чемпіона світу з боксу Тейлора «Твистера» Майлоса, який однак є вигаданим персонажем.
Працював викидайлом в елітному нічному клубі в Гонконзі.
Помер 14 січня 2015 року. Тіло актора без ознак життя було знайдено в його власному будинку. Смерть настала від раптового серцевого нападу. У нього був виявлений атеросклероз (також відомий як атеросклеротическое серцево-судинне захворювання, або ССЗ). Його ліва передня низхідна артерія була блокована на 95 %, внаслідок погіршення впродовж декількох років.

## Вибрана фільмографія

### Актор
- 1993 — Два воїни / Tai Chi Master
- 1994 — Смертельна мішень / Deadly Target
- 1997 — Кривавий місяць / Bloodmoon
- 1999 — Вороже середовище / Hostile Environment
- 2001 — Легіон мерців / Legion of the Dead
- 2002 — Обдурити всіх / I Spy
- 2003 — Поза межами / Beyond the Limits
- 2004 — Завершальний монтаж / The Final Cut
- 2004 — Розплавлення / Meltdown
- 2004 — Джиміні Глік в Ля-ля-вуді / Jiminy Glick in Lalawood
- 2005 — Один у темряві / Alone in the Dark
- 2005 — Бладрейн / BloodRayne
- 2006 — Слимак / Slither
- 2007 — В ім'я короля: Історія облоги підземелля / In the Name of the King: A Dungeon Siege Tale
- 2007 — Агент прибульців / Alien Agent
- 2009 — Таємниці Смолвіля / Smallville (епізод "Echo")
- 2009 — Хранителі / Watchmen
- 2010 — Іп Ман 2 / Ip Man 2
- 2010 — Відчайдушний месник / Born to Raise Hell
- 2011 — Червона шапочка / Red Riding Hood
- 2011 — Тактична сила / Tactical Force
- 2011 — Смертельна битва: Спадщина / Mortal Kombat: Legacy
- 2012 — Стріла / Arrow (епізод "Pilot")
- 2013 — Посилка / The Package
- 2013 — Бореаліс / Borealis
- 2015 — Фунт плоті / Pound Of Flesh
- 2015 — Земля майбутнього: Світ за межами / Tomorrowland
- 2016 — Кікбоксер: Помста / Kickboxer: Vengeance

### Каскадер
- 2003 — Поза межами / Beyond the Limits
- 2004 — Хроніки Ріддіка / The Chronicles of Riddick
- 2004 — Блейд: Трійця / Blade: Trinity
- 2007 — 300 спартанців / 300
- 2006 — Ніч у музеї / Night at the Museum
- 2007 — В ім'я короля: Історія облоги підземелля / In the Name of the King: A Dungeon Siege Tale
- 2007 — Постал / Postal
- 2009 — Ніч у музеї 2 / Night at the Museum: Battle of the Smithsonian
- 2010 — Козирні тузи 2 / Smokin' Aces 2: Assassins' Ball
- 2010 — Різники / Repo Men
- 2011 — Місія нездійсненна: Протокол «Фантом» / Mission: Impossible – Ghost Protocol